# Дырченко, Виктор Иванович
Виктор Иванович Дырченко (18 марта 1928 — 22 октября 2013) — заслуженный работник морского транспорта СССР, начальник Латвийского морского пароходства (1976—1987).

## Биография
Родился в 1928 году в Казатине Винницкой области Украинской ССР.
Окончил Одесский институт инженеров морского флота (1952), работал на различных должностях в Вентспилсском морском торговом порту.
Член КПСС с 1956 года.
С 1958 года — начальник отдела, заместитель начальника Латвийского морского пароходства.
Несколько лет работал на Кубе по оказанию технической помощи транспортникам молодой Республики.
С 1970 года — начальник агентства Всесоюзного объединения «Совинфлот» в Мадриде.
С 1974 года — заместитель начальника, с 1976 по 1987 год — начальник Латвийского морского пароходства.

Существенный вклад в развитие мор. транспорта внесли засл. работники транспорта ЛатвССР Ю. К. Авот (возглавлял пароходство в 1958—76) и В. И. Дырченко (1976—87). — Рига: Энциклопедия. - Глав. ред. энциклопедий, 1989. -  877 с. - стр. 404
Президент ассоциации советских судовладельцев.
Член ЦК Компартии Латвии. Депутат Верховного Совета Латвийской ССР 10-11 созывов.
С 1987 года — генеральный директор совместной компании «Трансуорлд», в 1990—1995 годах — председатель Совета директоров компании «Allied Stevedores» (Антверпен).
Заслуженный работник транспорта Латвийской ССР.
Умер 22 октября 2013 года.

### Происшествие в 1981 году
Зимой 1981 года Латвийский танкер натолкнулся на не обозначенное на навигационной карте подводное препятствие в Стокгольме. Следствие шло долго. Интересы Латвийского морского пароходства (ЛМП) представлял Карл Пальме, старший брат тогдашнего премьер-министра Швеции Улофа Пальме. Шведам присудили 80 % вины, латвийской стороне — 20 %. То есть 60 % суммы убытков противная сторона должна была перечислить на счет ЛМП (Латвийского морского пароходства). Но Дырченко был не согласен с решением и отметил, что «их вина должна быть — все 100!»